# Капальди, Франческа
Франческа Капальди (англ. Francesca Capaldi; род. 8 июня 2004) — американская актриса, наиболее известная ролью Хлои Джеймс в ситкоме Disney Channel «Собака точка ком».

## Жизнь и карьера
Родилась в Ла-Холья, в штате Калифорния. В настоящее время вместе с родителями проживает в Карлсбаде, в том же штате. Начала свою актёрскую карьеру с небольших ролей в телесериалах «Высший класс» и «Как я встретил вашу маму», где снялась в роли 7-летней Лили, взрослую версию которой играет Элисон Ханниган. Также снялась в пилотном эпизоде телесериала «Игры Гудвина». Появилась вместе с Корбином Бернсеном в независимом фильме «Три дня испытаний». Дебютировала на телевидении, снявшись в телесериале Disney Channel «Собака точка ком». В 2015 году озвучила рыжеволосую девочку в мультфильме «Снупи и мелочь пузатая в кино».

## Фильмография
| Год            | Название                                 | Роль                                 | Примечания |
| -------------- | ---------------------------------------- | ------------------------------------ | --- |
| 2011           | Высший класс                             | Сирота                               | Эпизод: «Маленькие помощники Санты» Номинирован на премию «Молодой актёр» за лучшее исполнение молодых актёров и актрис в «возрасте от 10 лет и более» |
| 2012           | Как я встретил вашу маму                 | 7-летняя Лили Олдрин                 | Эпизод: «Кодекс волшебника: Часть 1», «Кодекс волшебника: Часть 2», «Няни»                                                                             |
| 2012           | Три дня испытаний                        | Джесси Тейлор                        | Независимый фильм |
| 2012-2015      | Собака точка ком                         | Хлоя Джеймс                          | Главная роль; Disney Channel Original Series |
| 2015           | Джесси                                   | Мейдлин                              | Эпизод: «Что-то своровано» |
| 2015           | Собака, которая спасла лето              | Кара Баннистер                       | Независимый фильм |
| 2015           | Снупи и мелочь пузатая в кино            | Рыжеволосая девочка и Фрида          | Озвучка В титрах указана под именем Франческа Ангелуччи Капальди                                                                                       |
| 2016-настоящее | Whisker Haven Tales with the Palace Pets | Сноупоу, Люси, Дополнительные голоса | Palace Pets Live! |
| 2017           | Макс 2: Герой Белого Дома                | Александра Брагов                    | 12-летняя дочь российского президента |